# Monument (Maria-Faust-Album)
Monument (Eigenschreibweise MOnuMENT) ist ein Soloalbum von Maria Faust. Die im Mai 2021 live im Schloss Kuressaare entstandenen Aufnahmen erschienen am 17. Juni 2022 auf Bush Flash Records.

## Hintergrund
Die estländische Saxophonistin Maria Faust testete das Spannungsfeld aus der Architektur der gotischen Burg Arensburg auf der Insel Saaremaa und ihrem eigenen Improvisationstalent, wobei ihr Album MOnuMENT entstand. Es ist Fausts erstes Soloalbum, das sie als eine Ode an den monolithischen Stil des Architekten Louis I. Kahn versteht. Dabei arbeitete sie bei ihren Instant-Kompositionen mit einem Arsenal an Effektgeräten.
Sowohl Faust als auch den in Estland geborene amerikanische Architekt Louis Kahn verbrachten ihre prägenden Kindheitsjahre auf der Insel Saaremaa, wenn auch Generationen auseinander, notierte Eyal Hareuveni. Kahns monumentaler, brutalistischer Architekturstil, für den er berühmt wurde, wurde oft auf seine frühen Jahre in Estland zurückgeführt, insbesondere auf die monolithische Würde der alten Burg in Kuressaare, die er als Einfluss auf seinen Stil benannte. Fast 80 Jahre später verbrachte Faust ihre Kindheit damit, rund um die Burg zu spielen und bezeichnet sie auch als kreative Inspiration. Die Komposition wurde an Kahns 120. Geburtstag im Four Freedoms Park auf Roosevelt Island in New York mit einem Quartett aus Blech- und Holzbläsern uraufgeführt, darunter Maria Faust am Altsaxophon, Peter Evans an der Trompete, Sam Kulik an der Posaune und Dan Peck an der Tuba.
Das Album Monument wurde durch Unterstützung von der Estnischen Kulturstiftung, dem Dänischen Musikverlegerverband/Koda’s Cultural Contribution, der Kahn Estland-Stiftung und dem Saaremaa-Museum ermöglicht. Das Frontcover des Albums zeigt ein Detail von Louis Kahns 1962–1982 erbautem Jatiya Sangsad Bhaban, dem Gebäude der Nationalversammlung in Dhaka, Bangladesch.

## Titelliste
- Maria Faust: Monument (Bush Flash Records BUFLP22002)[3]

1. Fog 3:09
2. Man 4:49
3. Yes 2:47
4. Moat 2:26
5. Prophecy 1:52
6. Walzing Dust 2:01
7. Walls 2:52
8. Ray 3:44
9. Fort 4:20
10. In 0:28
11. Fox Hole 4:28
12. Sky 4:08
13. Horizon 1:15
14. Itze-Leib 1:48

Die Kompositionen stammen von Maria Faust.

## Rezeption

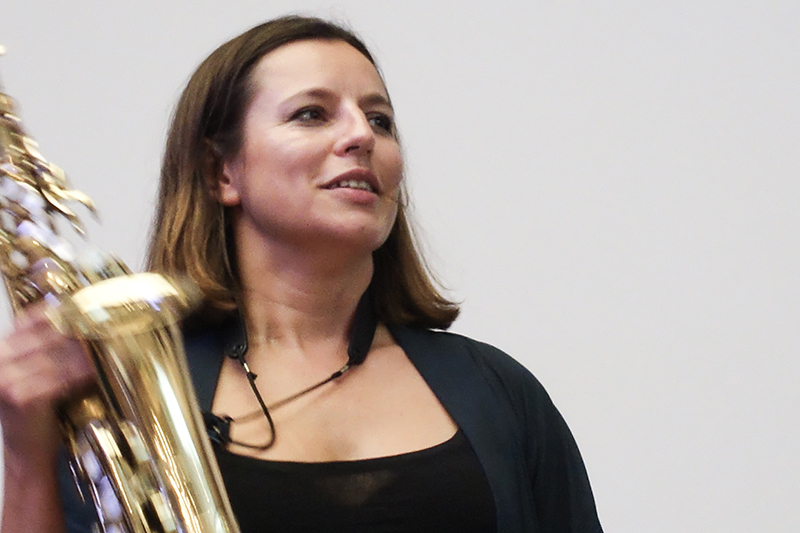
Maria Faust auf dem Aarhus Festival 2016

Das Album biete eine fesselnde Klangreise, die in die Höhen und Tiefen einer der am besten erhaltenen mittelalterlichen Burgen Estlands hinein und wieder herauszoomt, schrieb Eyal Hareuveni (Salt Peanuts). MOnuMENT bleibe auf seine ganz besondere Art den fantasievollen und immer wieder überraschenden Kompositionsideen Fausts treu. Der Gesamtton sei offensichtlich besinnlich und oft ziemlich melancholisch, aber er spiegle getreu Fausts charismatische Stimme und ihre unkonventionelle, aber inspirierende [klangliche] Vision wider. Die 14 prägnanten Stücke seien ausdrucksstark, würden aber wie zeitlose, volkstümliche Melodien klingen. Aber „MOnuMENT“ betone auch die neugierigen Seiten Fausts und experimentiere mit dem hochresonanten Raum des Schlosses und mit erweiterten Atemtechniken einschließlich schwerem Vibrato und Glissando.
Faust sei natürlich nicht die erste, die sich an solche Experimente wagt, stellte Georges Tonla Briquet in seiner Besprechung des Albums für jazz halo fest. Auf Monument ließ sie sich aber nicht nur vom Nachhall und Echo des Raumes leiten, sondern auch von den verschiedenen Lichteinfällen inspirieren. Sie manipuliere meisterhaft die Kontraste zwischen akustischen Bläserklängen und elektronischen Effekten. Das Eröffnungsstück "Fog" gibt in diesem Bereich den Ton an. Nach und nach tauchen immer mehr erkennbare Saxophonklänge auf, aber echte melodische Passagen bleiben aus. Von ähnlichen Werken, wie sie das Saxophonquartett Bl!ndman, Dick de Graaf und andere vorgelegt hätten, hebe Faust hebt sich ab, da sie Stilelemente der traditionellen estnischen Volksmusik, wenn auch auf halbversteckte Weise, in ihre Musik einfließen lasse. So entstünde eine Klanglandschaft voller labyrinthischer Ableitungen, die nur schwer zu durchschauen ist und gerade deshalb so faszinierend ist.